# Handley Page Heyford
Die Handley Page H.P.50 Heyford war ein zweimotoriger schwerer Nachtbomber der Royal Air Force (RAF) und zugleich der letzte britische Doppeldecker-Bomber. Sie wurde in den 1930er-Jahren bei Handley Page entwickelt. Der Erstflug war 1933. Das Muster kam zwar nur auf eine kurze Einsatzzeit (bis 1937), doch waren mehrere Geschwader der RAF damit ausgestattet. Die letzten Heyford wurden als Schulflugzeuge erst 1941 aus dem Einsatz genommen.

## Geschichte
Die Handley Page Heyford wurde nach den gleichen Spezifikationen wie der Eindecker-Bomber Fairey Hendon gebaut. Der Prototyp – die Handley Page H.P.38, die am 12. Juni 1930 zum ersten Mal vom Handley Page-Werksflugplatz in Radlett flog – wurde vom Handley-Page-Chefkonstrukteur G. R. Volkert entworfen. Der Erstflug der Heyford fand am 21. Juni 1933 statt.
Insgesamt elf verschiedene Squadrons wurden bis 1941 mit der Heyford ausgestattet. Die Verwendung als Bomber endete aber bereits 1937. Die restlichen Maschinen wurden danach zur Ausbildung für Bomben- und Bordschützen verwendet. Einige Maschinen dienten für Radar- und Luftbetankungstests. 1941 verschwand die Heyford endgültig aus den Beständen der Royal Air Force.
Im Dezember 1936 flogen sieben Heyfords der 102. Squadron zu ihrer Basis in Nordirland. Bei dichtem Nebel und eisigen Temperaturen stürzten drei Maschinen ab und drei weitere wurden bei harten Landungen beschädigt. Drei Besatzungsmitglieder starben.

## Aufbau
Der Flugzeugrumpf bestand aus einem Verbund von Sperrholz und Duraluminium. Der Bombenschacht befand sich in der verstärkten Mitte der unteren Tragfläche. Das Fahrwerk war starr und verkleidet. Die Konstruktion erlaubte es der Bodenmannschaft, die Bombenschächte bei laufenden Motoren zu beladen. Der Pilot saß fünf Meter über dem Boden.

## Varianten
- Mk I, 15 Stück, zwei Motoren Rolls-Royce Kestrel III mit 575 PS und Zweiblattpropellern
- Mk IA, 23 Stück, Vierblattpropeller, Motoränderungen und windgetriebene Generatoren
- Mk II, 16 Stück mit Kestrel-IV-Motoren (640 PS)
- MK III, 70 Stück mit Kestrel-VI-Motoren (695 PS)

Insgesamt wurden mit dem Prototyp 125 Maschinen gebaut.

## Produktionszahlen
| Jahr   | 1933 | 1934 | 1935 | 1936 | Summe |
| ------ | ---- | ---- | ---- | ---- | ----- |
| Mk I   | 3    | 11   |      |      | 14    |
| Mk IA  |      | 23   |      |      | 23    |
| Mk II  |      | 1    | 16   |      | 17    |
| Mk III |      |      | 20   | 50   | 70    |
| Summe  | 3    | 35   | 36   | 50   | 124   |

## Militärische Nutzung
Vereinigtes Königreich
- Royal Air Force

## Technische Daten

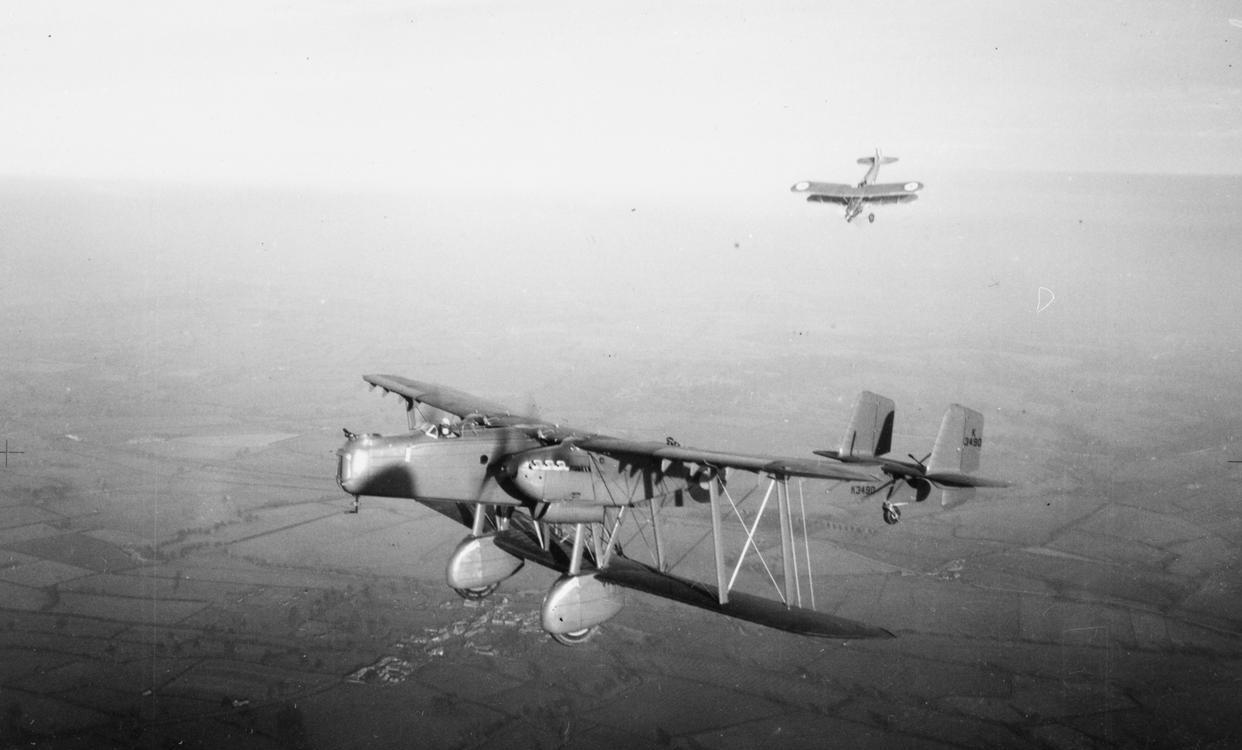
Handley Page H.P.50 Heyford

| Kenngröße             | Daten                                                                     |
| --------------------- | ------------------------------------------------------------------------- |
| Besatzung             | 4                                                                         |
| Länge                 | 17,68 m                                                                   |
| Spannweite            | 22,86 m                                                                   |
| Flügelfläche          | 136,5 m²                                                                  |
| Höhe                  | 5,33 m                                                                    |
| Leermasse             | 4572 kg                                                                   |
| Startmasse            | 7587 kg                                                                   |
| Antrieb               | 2 × Rolls-Royce Kestrel III-S oder III-S5, 575 PS (423 kW)                |
| Höchstgeschwindigkeit | 228 km/h                                                                  |
| Dienstgipfelhöhe      | 6400 m                                                                    |
| Reichweite            | 1480 km                                                                   |
| Bewaffnung            | 3 × 7,7-mm-Lewis-MGs, 8 × 9-kg-Bomben und 1132 kg Bomben im Bombenschacht |

## Vergleichbare Typen
- Fairey Hendon
- Tupolew TB-3